# Levainville
Levainville ist eine französische Gemeinde mit 377 Einwohnern (Stand: 1. Januar 2022) im Département Eure-et-Loir in der Region Centre-Val de Loire (bis 2015 Centre). Die Gemeinde gehört zum Arrondissement Chartres und zum 2017 gegründeten Gemeindeverband Portes Euréliennes d’Île-de-France.

## Geografie
Levainville liegt im Norden der Landschaft Beauce, 18 Kilometer ostnordöstlich von Chartres und etwa 60 Kilometer südöstlich von Paris. Umgeben wird Levainville von den Nachbargemeinden Auneau-Bleury-Saint-Symphorien im Norden, Süden und Osten, Oinville-sous-Auneau im Südwesten sowie Le Gué-de-Longroi im Westen.

## Bevölkerungsentwicklung
| Jahr                      | 1962 | 1968 | 1975 | 1982 | 1990 | 1999 | 2006 | 2013 |
| Einwohner                 | 129  | 158  | 172  | 202  | 264  | 292  | 343  | 400  |
| Quelle: Cassini und INSEE |      |      |      |      |      |      |      |      |

## Sehenswürdigkeiten

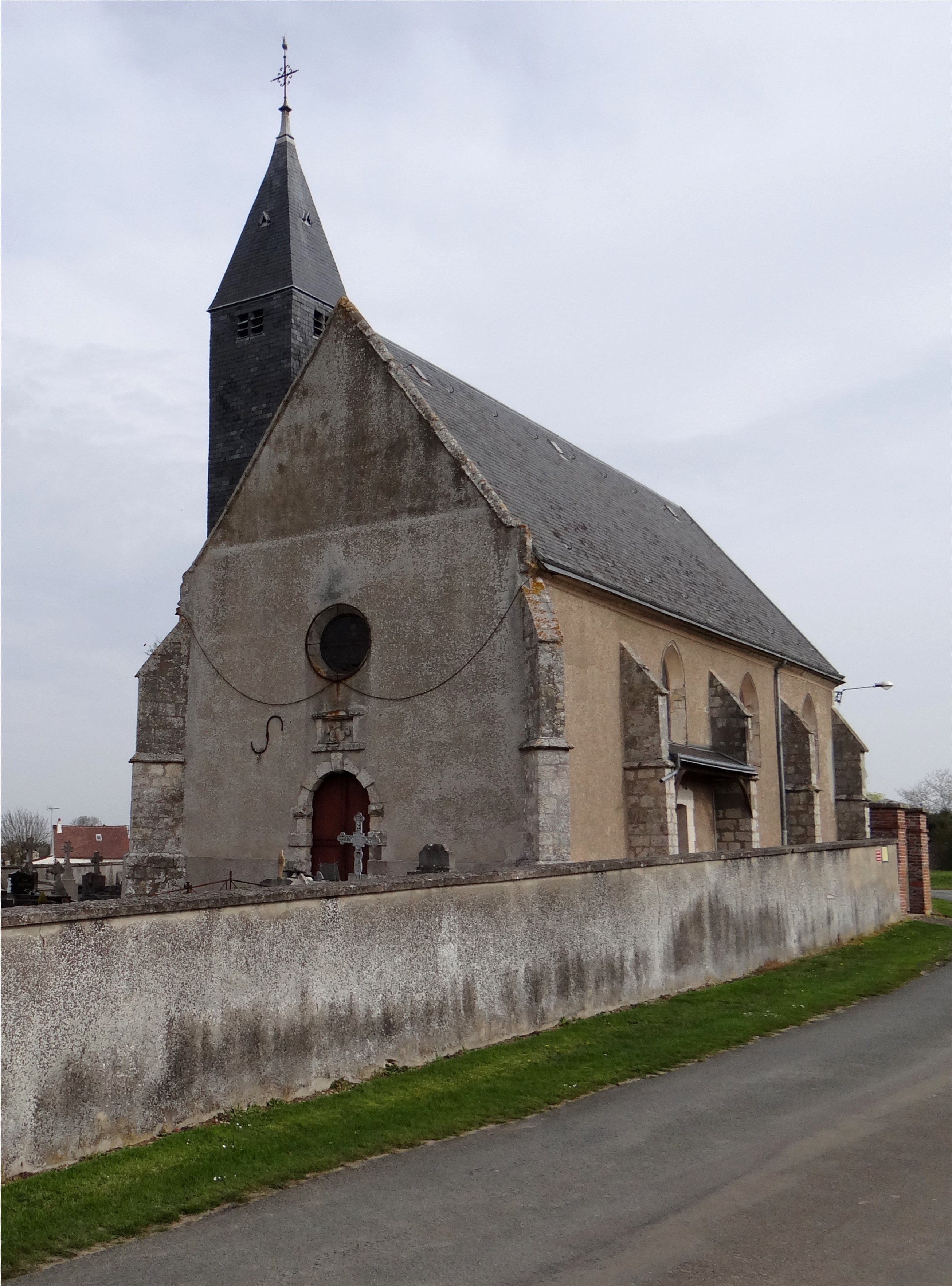
Kirche Saint-Gilles
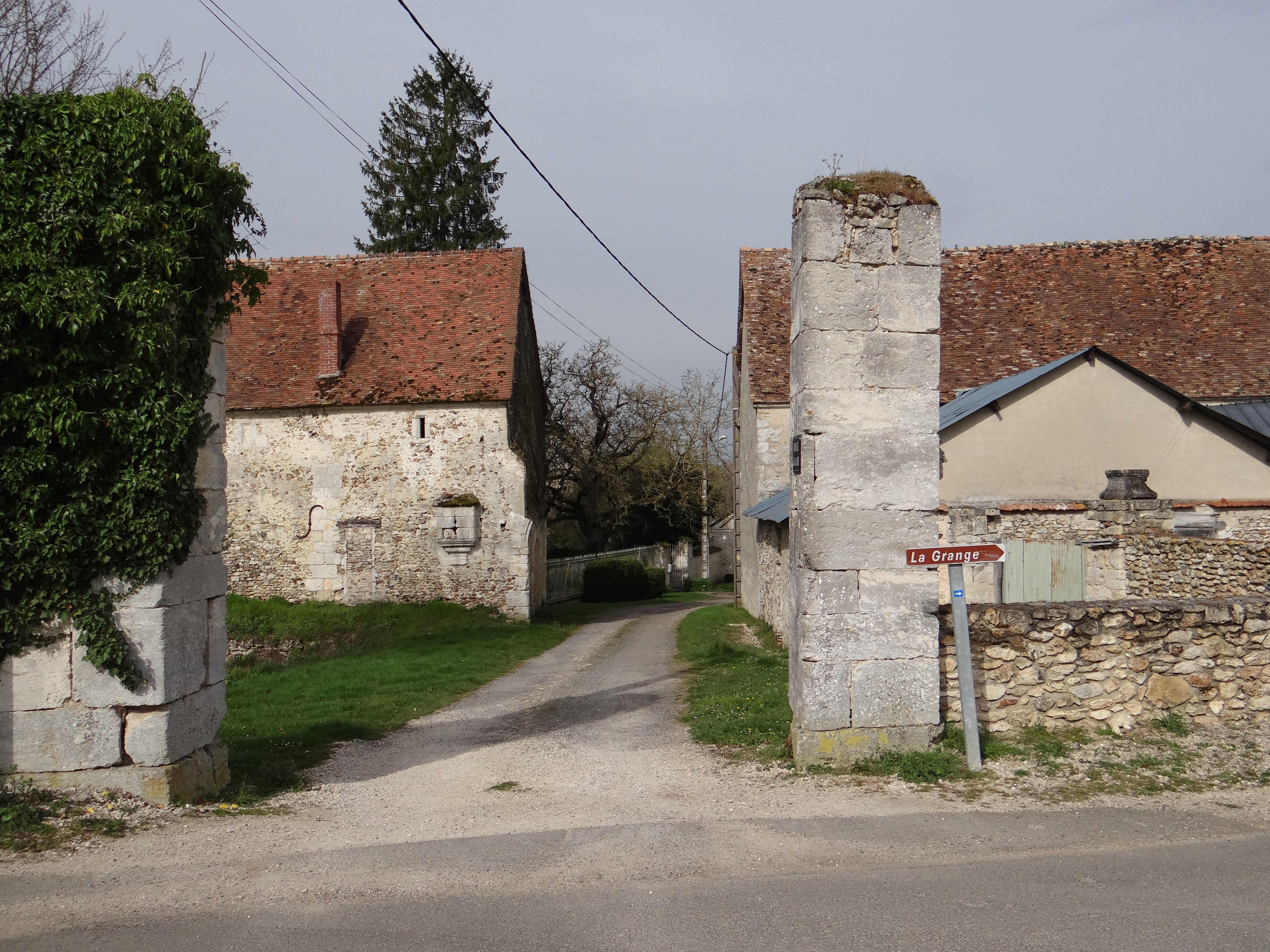
Schloss Levainville
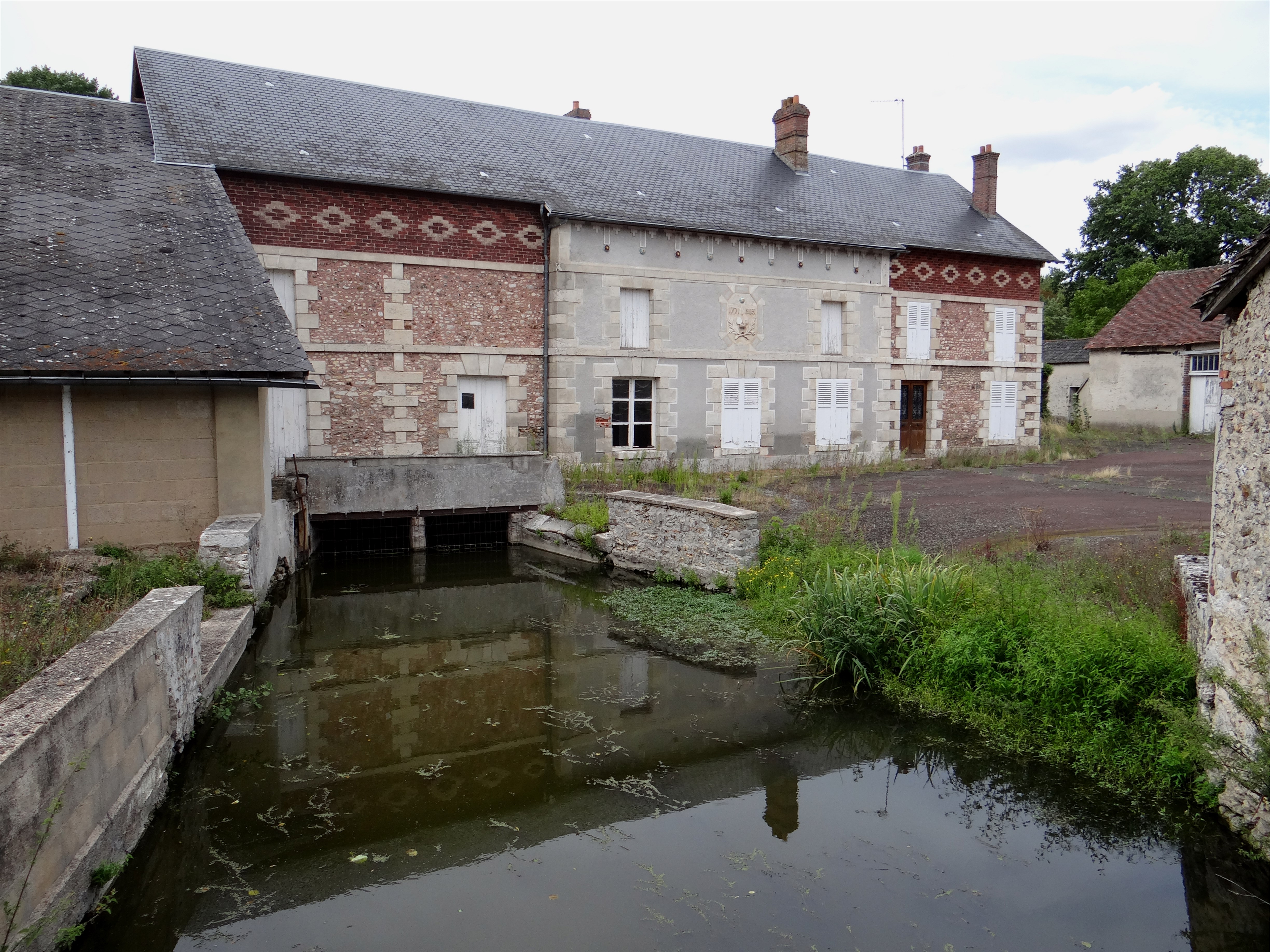
Wassermühle

- Kirche Saint-Gilles
- Einfahrt zum alten Schloss
- Mühle